# Avernes-sous-Exmes
Avernes-sous-Exmes är en kommun i departementet Orne i regionen Normandie i nordvästra Frankrike. Kommunen ligger i kantonen Exmes som tillhör arrondissementet Argentan. År 2018 hade Avernes-sous-Exmes 83 invånare.

## Befolkningsutveckling
Antalet invånare i kommunen Avernes-sous-Exmes
| Referens: INSEE |